# Kompania graniczna KOP „Borowe”

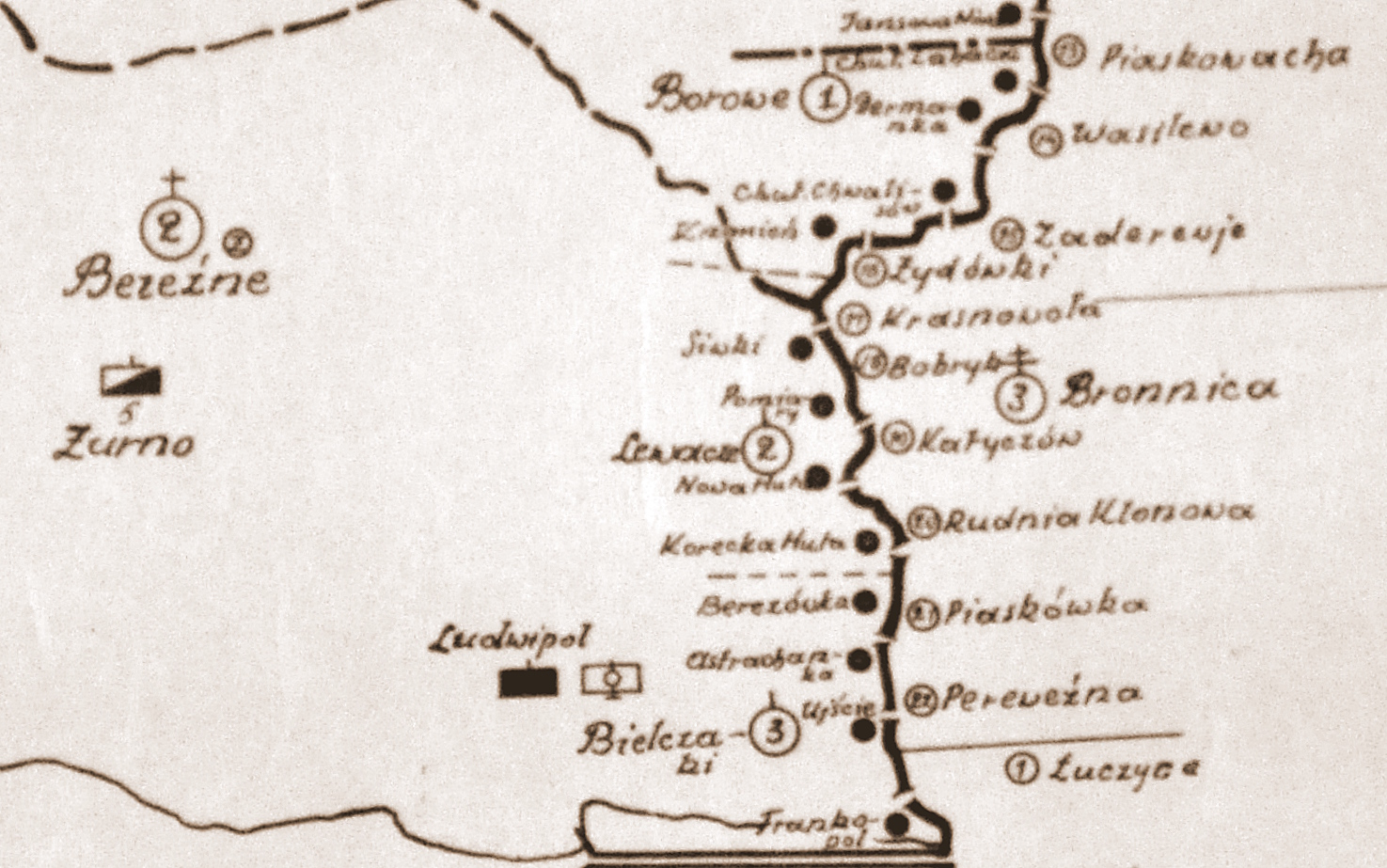
Rozmieszczenie batalionu KOP „Bereźne” w 1931

Kompania graniczna KOP „Borowe” – pododdział graniczny Korpusu Ochrony Pogranicza pełniący służbę ochronną na granicy polsko-radzieckiej.

## Formowanie i zmiany organizacyjne
Na podstawie rozkazu szefa Sztabu Generalnego L. dz. 12044/O.de B./24 z 27 września 1924, w pierwszym etapie organizacji Korpusu Ochrony Pogranicza, sformowano 2 batalion graniczny , a w jego składzie 1 kompanię graniczną KOP.
W listopadzie 1936 kompania liczyła 2 oficerów, 7 podoficerów, 4 nadterminowych i 86 żołnierzy służby zasadniczej.
W 1939 1 kompania graniczna KOP „Borowe” podlegała nadal dowódcy batalionu KOP „Bereźne”.

## Służba graniczna
Podstawową jednostką taktyczną Korpusu Ochrony Pogranicza przeznaczoną do pełnienia służby ochronnej był batalion graniczny. Odcinek batalionu dzielił się na pododcinki kompanii, a te z kolei na pododcinki strażnic, które były „zasadniczymi jednostkami pełniącymi służbę ochronną”, w sile półplutonu. Służba ochronna pełniona była systemem zmiennym, polegającym na stałym patrolowaniu strefy nadgranicznej i tyłowej, wystawianiu posterunków alarmowych, obserwacyjnych i kontrolnych stałych, patrolowaniu i organizowaniu zasadzek w miejscach rozpoznanych jako niebezpieczne, kontrolowaniu dokumentów i zatrzymywaniu osób podejrzanych, a także utrzymywaniu ścisłej łączności między oddziałami i władzami administracyjnymi. Miejscowość, w którym stacjonowała kompania graniczna, posiadała status garnizonu Korpusu Ochrony Pogranicza.
1 kompania graniczna „Borowe” w 1934 ochraniała odcinek granicy państwowej szerokości 26 kilometrów 700 metrów. Po stronie sowieckiej granicę ochraniały zastawy „Piaskowacha”, „Wasilewo”, „Zaderewje” i „Żydówki” z komendantury „Bronnica” .
Kompanie sąsiednie:
- 1 kompania graniczna KOP „Ostki” ⇔ 2 kompania graniczna KOP „Lewacze” – 1928[8], 1929[9], 1931[7] , 1932[10], 1934[11], 1938[12]

## Struktura organizacyjna
| Struktura organizacyjna kompanii granicznej KOP „Borowe” |                                  |                                |                                |
| Lata                                                     | 1928                             | 1929                           | 1930 - 1939                    |
| Strażnice                                                | strażnica KOP „Jamcowa Niwa”     | strażnica KOP „Jamcowa Niwa”   | -                              |
| Strażnice                                                | strażnica KOP „Chutor Stefana”   | strażnica KOP „Chutor Zachara” | strażnica KOP „Chutor Zachara” |
| Strażnice                                                | strażnica KOP „Chutor Krzyżowa”  | strażnica KOP „Dermanka”       | strażnica KOP „Dermanka”       |
| Strażnice                                                | strażnica KOP „Chutor Chwalisów” |                                |                                |
| Strażnice                                                | strażnica KOP „Krzemień”         |                                |                                |
| Inne                                                     |                                  |                                | pluton odwodowy                |

## Dowódcy kompanii
- kpt. Piotr Bednawski (był 1 X 1928 − 26 III 1931 → przeniesiony do 6 ppLeg)[14]
- kpt. Henryk Ihnatowicz (był 1 V 1931 − )[14] [15]
- kpt. Antoni Żurowski (− 1939)
- por. Mieczysława Matyjasek (X 1939)[16]